# Zè
Zè is een van de 77 gemeenten (communes) in Benin. De gemeente ligt in het departement Atlantique en telt 72.814 inwoners (2002).

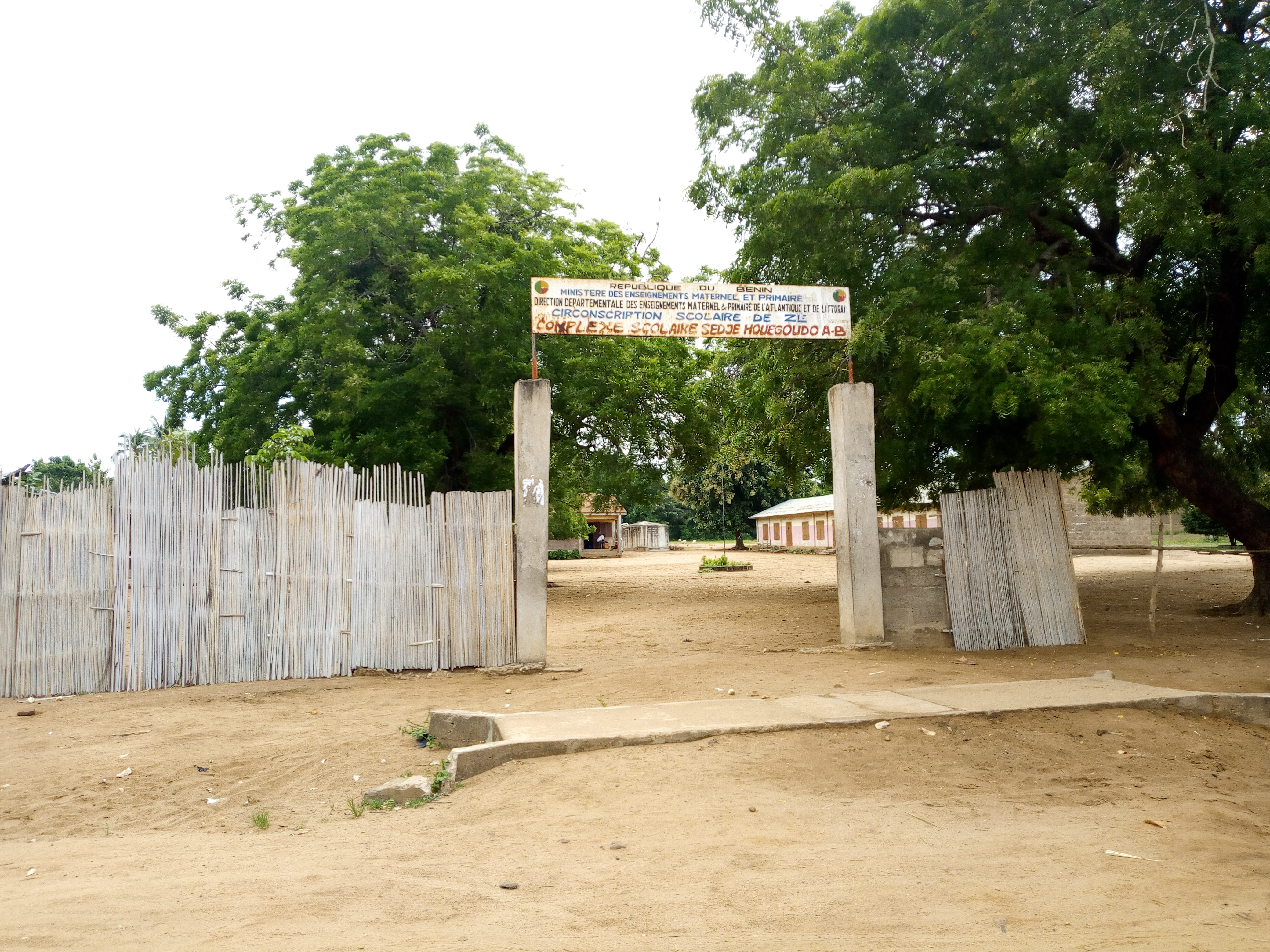
Entree van een lagere school in Zè